# Entertainment Weekly
Entertainment Weekly (parfois abrégé en EW) est un magazine publié par Meredith Corporation (et auparavant par Time Inc.) aux États-Unis qui couvre les domaines du cinéma, de la télévision, de la musique, des productions de Broadway, des livres et la culture populaire en général.
À l'inverse de Us Weekly, de People et de In Touch Weekly, le principal thème abordé par EW est le divertissement et les critiques. Si Variety et The Hollywood Reporter s'adressent à un public d'initiés de cette industrie, EW cible un public plus large, particulièrement les jeunes et les femmes.
La première édition de Entertainment Weekly a été publiée en 1990 et avait pour couverture k.d. lang. Le mot « entertainment » présent dans le titre n'apparaissait pas sur la couverture jusqu'à mi-1992 et est resté depuis. En 2013, la moyenne de ses ventes hebdomadaires était de plus d'1,7 million d'exemplaires.
En mars 2006, le rédacteur en chef Rick Tetzeli a supervisé le « lifting » de EW pour donner un aspect plus moderne au titre.
Le site internet, lancé en 1998 et géré par Jay Woodruff, publie quotidiennement du contenu, des vidéos et des exclusivités. Il sert aussi de base de données d'archives des précédentes interviews, tribunes et photos du support papier.

## Ewwy Awards
Les Ewwy Awards sont des récompenses de production télévisuelle créées par Entertainment Weekly pour honorer les séries et les acteurs qui n'ont pas été sélectionnés aux Emmy Awards. Les Ewwy Awards sont décernés dans dix catégories et aucune série ou personne sélectionnée pour une récompense équivalente aux Emmy Awards n'est admissible. Les candidatures et les votes se font en ligne et sont accessibles à tous les internautes.
Les catégories sont les suivantes : 
- Meilleure série dramatique, et Meilleure série comique ;
- Meilleur acteur dans une série dramatique, et Meilleure actrice dans une série dramatique ;
- Meilleur acteur dans une série comique, et Meilleure actrice dans une série comique ;
- Meilleur second rôle dans une série dramatique, et Meilleur second rôle féminin dans une série dramatique ;
- Meilleur second rôle dans une série comique, et Meilleur second rôle féminin dans une série comique.